# 카를 하인츠 루크

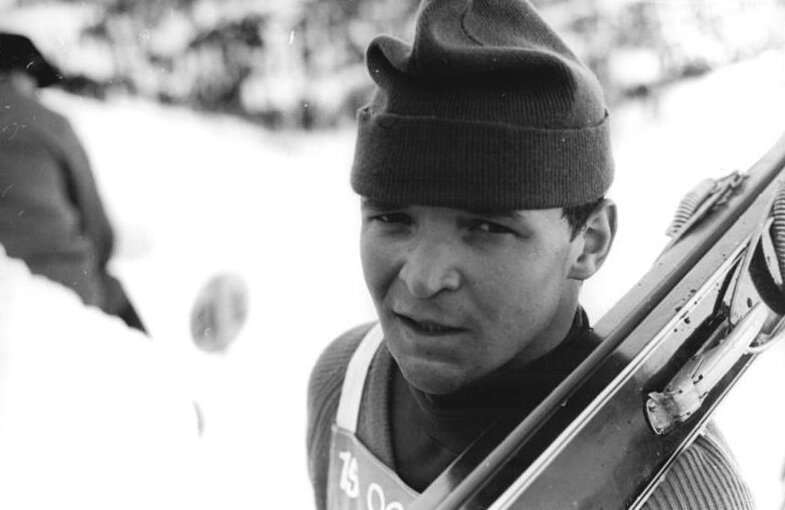

카를 하인츠 루크(Karl-Heinz Luck, 1945년 1월 28일 ~ 2024년 8월 31일)는 동독의 노르딕 복합 스키 선수였다. 1972년 삿포로 동계올림픽 개인전에서 동메달을 땄다. 또한 1970년 홀멘콜렌 스키 페스티벌에서 노르딕 복합 종목에서 우승했다. 루크는 또한 1970년 FIS 노르딕 세계 스키 선수권 대회의 노르딕 복합 개인 종목에서 6위를 차지했다. 튀링겐주 운터쇼나우에서 태어났으며 1973년 국제 대회에서 은퇴했다.